# Morti nel 1762
| Questa pagina contiene informazioni ricavate automaticamente dalle voci biografiche con l'ausilio del template Bio e di un bot. L'aggiornamento è periodico e automatico e ricostruisce completamente la pagina. Se manca una persona in questa lista, sei pregato di non aggiungerla, ma accertati piuttosto che la sua voce biografica contenga il template Bio e che i dati anagrafici siano correttamente compilati. Se il template Bio manca, inseriscilo tu stesso o, in alternativa, metti l'avviso {{tmp\|Bio}} che ne segnala la mancanza. Se i dati riportati sono sbagliati, correggi direttamente la voce biografica; le modifiche saranno visibili in questa lista entro pochi giorni. Per chiarimenti vedi il progetto biografie. La lista contiene solo le 110 persone che sono citate nell'enciclopedia e per le quali è stato implementato correttamente il template Bio. Pagina aggiornata al 10 ago 2025. |

## Gennaio(4)
- 5 gennaio - Elisabetta di Russia, sovrano russa (n. 1709)
- 8 gennaio - Teimuraz II di Cachezia, re (n. 1680)
- 15 gennaio - Pëtr Ivanovič Šuvalov, politico russo (n. 1711)
- 17 gennaio - Girolamo Antonio Altieri, III principe di Oriolo, principe italiano (n. 1676)

## Febbraio(6)
- 7 febbraio - Jean-Baptiste Desmarets, generale francese (n. 1682)
- 20 febbraio - Pietro Calepio, scrittore italiano (n. 1693)
- 20 febbraio - Tobias Mayer, astronomo, cartografo e matematico tedesco (n. 1723)
- 25 febbraio - Giovanni Battista Piamontini, scultore italiano (n. 1695)
- 26 febbraio - Vitaliano Donati, medico, archeologo e botanico italiano (n. 1717)
- 26 febbraio - Giovanni Michele Graneri, pittore italiano (n. 1708)

## Marzo(8)
- 4 marzo - Johannes Zick, pittore tedesco (n. 1702)
- 5 marzo - Niccola Maria Salerno, poeta e romanziere italiano (n. 1675)
- 6 marzo - Antonietta Amalia di Brunswick-Wolfenbüttel, principessa tedesca (n. 1696)
- 13 marzo - Daniele Dolfin, cardinale e patriarca cattolico italiano (n. 1688)
- 18 marzo - Paolo II Antonio Esterházy, nobile, militare e diplomatico (n. 1711)
- 20 marzo - Vittorio Francesco, marchese di Susa, nobile italiano (n. 1694)
- 28 marzo - Antonio Maria Erba Odescalchi, cardinale italiano (n. 1712)
- 30 marzo - Vincenzo Legrenzio Ciampi, compositore italiano (n. 1719)

## Aprile(7)
- 1º aprile - Germain Louis Chauvelin, politico francese (n. 1685)
- 4 aprile - David ben Naphtali Fränkel, rabbino e religioso tedesco (n. 1704)
- 4 aprile - Pietro II Guarneri, liutaio italiano (n. 1695)
- 6 aprile - Louise Françoise Tardieu, incisore e grafica francese (n. 1719)
- 17 aprile - Anton Johan Wrangel il vecchio, ammiraglio svedese (n. 1679)
- 27 aprile - Jan Josef Brixi, compositore e organista ceco (n. 1711)
- 29 aprile - Giuseppe Guglielmo Ernesto di Fürstenberg, principe (n. 1699)

## Maggio(12)
- 1º maggio - William Bentinck, II duca di Portland, nobile inglese (n. 1709)
- 10 maggio - Robert Montagu, III duca di Manchester, nobile e politico inglese (n. 1710)
- 14 maggio - Noël Regnault, gesuita e fisico francese (n. 1683)
- 16 maggio - William Courtenay, VII conte di Devon, nobile e politico inglese (n. 1709)
- 16 maggio - Ernst Christian Hesse, violista e compositore tedesco (n. 1676)
- 18 maggio - Lucia Casalini Torelli, pittrice italiana (n. 1677)
- 18 maggio - Carl'Antonio Tanzi, poeta italiano (n. 1710)
- 19 maggio - Giovanni Carbone, rivoluzionario italiano (n. 1724)
- 19 maggio - Francesco Loredan, doge (n. 1685)
- 20 maggio - Francesco Rapolla, giurista e politico italiano (n. 1701)
- 27 maggio - Alexander Gottlieb Baumgarten, filosofo tedesco (n. 1714)
- 28 maggio - Gustav Adolf von Gotter, diplomatico e collezionista d'arte tedesco (n. 1692)

## Giugno(13)
- 3 giugno - Johann Baptist von Thurn und Taxis, vescovo cattolico tedesco (n. 1706)
- 6 giugno - George Anson, ammiraglio britannico (n. 1697)
- 13 giugno - Dorothea Erxleben, medica tedesca (n. 1715)
- 16 giugno - Anne Egerton, nobildonna inglese (n. 1706)
- 17 giugno - Prosper Jolyot de Crébillon, poeta e drammaturgo francese (n. 1674)
- 19 giugno - Andrés Marcos Burriel y López, gesuita, storico e scrittore spagnolo (n. 1719)
- 19 giugno - Johann Ernst Eberlin, compositore tedesco (n. 1702)
- 22 giugno - Carlo Federico Alberto di Brandeburgo-Schwedt, principe e militare tedesco (n. 1705)
- 23 giugno - Charles Cornwallis, I conte Cornwallis, nobile e politico inglese (n. 1700)
- 26 giugno - Pietro Andrea Abbati, ingegnere e poeta italiano (n. 1693)
- 26 giugno - François-Antoine Chevrier, scrittore francese (n. 1721)
- 26 giugno - Luise Kulmus Gottsched, poetessa, scrittrice e saggista tedesca (n. 1713)
- 27 giugno - Edmé Bouchardon, scultore francese (n. 1698)

## Luglio(10)
- 1º luglio - Jean-Chrétien Fischer, militare tedesco (n. 1713)
- 5 luglio - Jakob Adlung, organista e teorico della musica tedesco (n. 1699)
- 10 luglio - Johann Adam Steinmetz, teologo tedesco (n. 1689)
- 12 luglio - Sado di Joseon, principe coreano (n. 1735)
- 13 luglio - James Bradley, astronomo inglese (n. 1693)
- 14 luglio - Giovanni Francesco Braccioli, pittore italiano (n. 1697)
- 17 luglio - Pietro III di Russia, sovrano russo (n. 1728)
- 17 luglio - Luca Melchiore Tempi, cardinale e arcivescovo cattolico italiano (n. 1688)
- 22 luglio - Carlotta Sofia di Anhalt-Bernburg, nobile (n. 1696)
- 29 luglio - Françoise-Louise de Warens, nobile svizzera (n. 1699)

## Agosto(9)
- 3 agosto - Stanisław Poniatowski, nobile polacco (n. 1676)
- 12 agosto - Pierre Maillard, presbitero, linguista e patriota francese (n. 1710)
- 15 agosto - Nicolas-René Berryer, politico, magistrato e nobile francese (n. 1703)
- 17 agosto - Shah Waliullah Dihlawi, teologo e mistico indiano (n. 1703)
- 21 agosto - Mary Wortley Montagu, scrittrice e poetessa inglese (n. 1689)
- 26 agosto - Maria Lanceata Morelli, monaca cristiana italiana (n. 1704)
- 28 agosto - Armand-Jules de Rohan-Guémené, arcivescovo cattolico francese (n. 1695)
- 31 agosto - Momozono, imperatore giapponese (n. 1741)
- 31 agosto - Pietro Rotari, pittore italiano (n. 1707)

## Settembre(2)
- 17 settembre - Francesco Geminiani, violinista e compositore italiano (n. 1687)
- 20 settembre - Paul Troger, pittore austriaco (n. 1698)

## Ottobre(3)
- 6 ottobre - Francesco Manfredini, violinista e compositore italiano (n. 1684)
- 9 ottobre - Francesco Grassi, archeologo e antiquario italiano (n. 1685)
- 10 ottobre - Tommaso Moncada, nobile e patriarca cattolico italiano (n. 1710)

## Novembre(4)
- 12 novembre - Ludovico Merlini, cardinale e arcivescovo cattolico italiano (n. 1690)
- 23 novembre - John Boyle, V conte di Cork, scrittore irlandese (n. 1707)
- 24 novembre - Giambattista Spolverini, poeta italiano (n. 1695)
- 26 novembre - Jacques-Christophe Naudot, flautista e compositore francese

## Dicembre(4)
- 5 dicembre - Vito Maria Amico, storico, letterato e religioso italiano (n. 1697)
- 11 dicembre - Philipp Adolph von Münchhausen, politico tedesco (n. 1694)
- 23 dicembre - Maria Giovanna Gabriella d'Asburgo-Lorena, nobile austriaca (n. 1750)
- 31 dicembre - Francesco Felice Alberti di Enno, vescovo cattolico italiano (n. 1701)

## Senza giorno specificato(28)
- Giuseppe Camerata, pittore italiano (n. 1676)
- Silvanus Cobb, ufficiale britannico (n. 1709)
- Giuseppe Comino, tipografo e editore italiano
- Ferdinand-Joseph Derons, pittore e disegnatore belga (n. 1700)
- Pierre-Paul Dubuisson, incisore francese (n. 1707)
- Anton Domenico Giarrè, pittore italiano
- Giovanni Giorgi, compositore italiano
- Filippo Luigi Gonzaga, nobile italiano (n. 1740)
- Johan Frederik Gronovius, botanico olandese (n. 1686)
- Charles Labelye, matematico e ingegnere svizzero (n. 1705)
- Girolama Lorefice Grimaldi, poetessa italiana (n. 1681)
- Eleonora Monti, pittrice e disegnatrice italiana (n. 1727)
- Andreas Möller, pittore danese (n. 1684)
- Giovanni Domenico Olivieri, scultore italiano (n. 1706)
- Giuseppe Antonio Pianca, pittore italiano (n. 1703)
- Pedro Pineda, scrittore britannico
- José Alfonso Pizarro, ufficiale spagnolo (n. 1689)
- Francesco Queirolo, scultore italiano (n. 1704)
- Vincenzo Re, pittore e scenografo italiano (n. 1695)
- Girolamo Rossi, incisore italiano (n. 1682)
- Sabah I bin Jaber, sovrano kuwaitiano (n. 1700)
- Giacomo Giuseppe Saratelli, organista e compositore italiano (n. 1682)
- Giovan Battista Sassi, pittore italiano (n. 1679)
- Johann Christian Schickhardt, compositore e flautista tedesco (n. 1681)
- Paolo Soratini, architetto e religioso italiano (n. 1682)
- Johann Sebald Triemer, violoncellista e compositore tedesco
- Pietro Uberti, pittore italiano (n. 1671)
- Agostino Veracini, pittore e restauratore italiano (n. 1689)